# Olímpia (ort)
Olímpia är en ort i Brasilien.   Den ligger i kommunen Olímpia och delstaten São Paulo, i den sydöstra delen av landet, 600 km söder om huvudstaden Brasília. Olímpia ligger 520 meter över havet och antalet invånare är 45 199.
Terrängen runt Olímpia är platt, och sluttar norrut. Olímpia är det största samhället i trakten.
Omgivningarna runt Olímpia är en mosaik av jordbruksmark och naturlig växtlighet. Runt Olímpia är det ganska tätbefolkat, med 108 invånare per kvadratkilometer.